# Мелешин, Яков Денисович
Мелешин Яков Денисович (25 ноября [7 декабря] 1884, с. Половское,  Спасского уезда Рязанской губернии — 13 октября 1918, хутор Кучеревка, Бутурлиновский уезд, Воронежская губерния) — участник борьбы за Советскую власть в Молдавии. 

## Биография
Член РСДРП с 1905 года. По профессии наборщик. Партийную работу вёл в профсоюзе печатников в Санкт-Петербурге. Подвергался арестам и ссылке в Олонецкую губернию. 
В 1914 году мобилизован в армию. После Февральской революции 1917 года — один из организаторов Советов на Румынском фронте, член ЦИК Румчерода. В мае — декабре 1917 в Кишиневе: комиссар ВРК, председатель Исполкома Совета Бессарабской губернии, начальник гарнизона, председатель комитета РСДРП (б). В качестве комиссара 5-го Заамурского полка Красной Армии участвовал в боях в Бессарабии, на Украине и Дону. Погиб в бою.